# Европейска култура и икономика
„Европейска култура и икономика“ (съкр. ЕКИ) е магистърска програма на Рурския университет в гр. Бохум, Германия.
Отличава се с интердисциплинарен характер и богата междукултурна среда на обучение. Често е сравнявана с бакалавърска/магистърска програма по „Европеистика“, но въпреки това се отличава в няколко отношения. След дипломирането си абсолвентите могат да намерят професионална реализация в редица области, които са в пряка връзка с Европейския съюз или неговите институции.

## История
Програмата „Европейска култура и икономика“ е 4-семестриална международна специалност, която обединява различни академични дисциплини в европейски контекст. Програмата стартира през зимния семестър на 1999/2000 г. и до момента се предлага единствено в Рурския университет в Бохум.
Първоначално специалността се съфинансира от Германската служба за академичен обмен и Конференцията на ректорите  и адресира висшисти на хуманитарните науки, на които им се дава възможността да се запознаят с теоретичните основи на икономиката, както и да придобият междукултурни умения и необходимите знания за работа.
През 2007 г. магистърската програма „Европейска култура и икономика“ е акредитирана от Института за акредитация, сертифициране и запазване на качеството (ACQUIN).

## Специалност
Отличителна черта на ЕКИ е изследването на Европа от социална, културна и икономическа гледна точка. В многобройни научни дискусии и задължителна екскурзия до Брюксел студентите подобряват своите изследователски и междукултурни знания и умения. Фокус на програмата е не тясното специализиране в определена научна дисциплина, а създаването на кадри, които умеят да се справят в много среди със задачи от различни области.
Посещават се лекции и семинари от следните научни области:
- Юриспруденция
- Икономика
- Литература
- История
- Политика
- Културология
- Философия
- Социология

Въвеждането в няколко различаващи се научни области и тематичното им свързване позволява на абсолвентите от ЕКИ да навлизат бързо в нови работни среди и да се справят успешно с поставените им задачи. Не на последно място е и междукултурната среда, в която студентите учат и която им позволява да преосмислят собствената си култура и да подобрят възприемането си на чужди култури. Възпитаниците идват от други страни и култури и имат голямо значение за специалността, защото те, като носители на чужда култура и гледна точка, помагат за обогатяването на дискусиите и увеличаването на творчеството в учебния процес. Всяка година се приемат между 30 и 50 висшисти от различни страни, като половината от тях са германци, а другата половина идват от страни от целия свят.

## Кандидатстване
За да бъдат допуснати да изучават магистратура по „Европейска култура и икономика“, студентите трябва да са завършили степен бакалавър с много добър или отличен успех. Освен това трябва да знаят писмено и говоримо английски и немски, както и допълнителен език. Необходими са и 2 препоръчителни писма от професори и опит от стаж или обучение в чужбина. Някои изисквания могат да бъдат изпълнени и по време на магистратурата.